# Mont (Pireneje Atlantyckie)
Mont – miejscowość i gmina we Francji, w regionie Nowa Akwitania, w departamencie Pireneje Atlantyckie.
Według danych na rok 1999 gminę zamieszkiwało 845 osób, a gęstość zaludnienia wynosiła 46,48 osób/km².